# I viaggi di Mandeville
I viaggi di Mandeville (in inglese The Travels of Sir John Mandeville, conosciuto anche come Voyage d'outre mer ) è un'opera letteraria del XIV secolo, presunto resoconto scritto da Jean (Jehan) de Mandeville (anglicizzato come John Mandeville) sui propri viaggi in Oriente.
L'opera iniziò a circolare tra il 1356 e il 1366, probabilmente dapprima in lingua anglo-normanna.

## Caratteristiche
Il presunto resoconto di viaggio contiene in realtà anche molti elementi palesemente fantastici (in particolare per le regioni più lontane, ove l'autore colloca i cosiddetti popoli mostruosi), i quali però convivono accanto ad altri realistici (in particolare per le regioni più prossime, e quindi più facilmente conoscibili, all'Europa occidentale, come la Grecia bizantina, l'Egitto bahri e la Terra Santa, tanto che la critica non esclude che l'autore possa aver realmente visitato almeno quest'area) o apertamente scientifici (l'opera contiene tra l'altro una trattazione della sfericità della Terra).
Benché quindi nel complesso si possa considerare un vero e proprio viaggio immaginario, fu ritenuto autentico per almeno due secoli, e molti esploratori successivi, tra i quali Cristoforo Colombo e Martin Frobisher, ne furono influenzati.
Più in generale, il racconto raccolse una straordinaria popolarità, anche grazie alla traduzione in molte altre lingue: ceco, danese, olandese, irlandese, anche a distanza di secoli: in un suo celebre saggio, lo storico Carlo Ginzburg ha evidenziato come l'opera fosse tra le letture di un popolano autodidatta come Menocchio, mugnaio friulano del XVI secolo. 

## Fonti
La critica ha da tempo individuato le fonti di cui l'autore si servì per la stesura dell'opera, sia in latino sia in francese medievali, spesso riprendendole alla lettera.
Si segnalano in particolare:
- i resoconti di europei che avevano effettivamente viaggiato in Oriente, come la Historia Mongalorum di Giovanni da Pian del Carpine (ca. 1245), Il Milione di Marco Polo (ca. 1295) e l'Itinerarium di Odorico da Pordenone (ca. 1331);[4]
- summae enciclopediche, come lo Speculum maius di Vincenzo di Beauvais (ca. 1264) e il Tresor di Brunetto Latini (coevo al primo);[5]
- altre opere fantastiche ma ritenute reali, molto diffuse nel medioevo europeo, come il Romanzo di Alessandro e la Lettera del Prete Gianni.

## Autore
Nella prefazione l'autore si definisce un cavaliere; afferma di essere nato e cresciuto in Inghilterra, nella città di St Albans, e di aver intrapreso i suoi viaggi dal 1322 in poi.
Oggi si ritiene comunemente che il supposto "sir John Mandeville" sia in realtà un alter-ego letterario del vero autore, Johains à le Barbe o Jehan à la Barbe, un medico fiammingo di Liegi.

## Trama

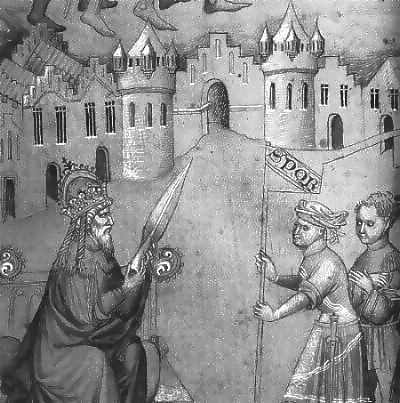
L'imperatore di Costantinopoli con la Sacra Lancia, da un manoscritto conservato nella British Library